# نظریه یادگیری اجتماعی
یادگیری اجتماعی یک نظریه یادگیری و رفتار اجتماعی است که پیشنهاد می‌کند که رفتارهای جدید را می‌توان از طریق مشاهده و تقلید از دیگران به دست آورد. این نظریه بیان می‌کند یادگیری یک فرایند شناختی است که در یک زمینه اجتماعی شکل می‌گیرد و می‌تواند از طریق مشاهده یا آموزش مستقیم باشد یا حتی در غیاب سیستم تشویق و تنبیه مستقیم (تقویت). علاوه بر مشاهده رفتار و یادگیری نیز رخ می‌دهد از طریق مشاهده پاداش و مجازات یک فرایند شناخته شده به عنوان نیابتی تقویت. هنگامی که یک رفتار خاص است پاداش به‌طور منظم آن را به احتمال زیاد باقی بماند؛ اگر یک رفتار خاص است که به‌طور مداوم تنبیه آن خواهد شد به احتمال زیاد دست بردارد.
یادگیری اجتماعی از طریق تعامل میان سه عنصر مهم مشاهده، تقلید، و الگوسازی اتفاق می افتد

## تاریخچه
مطالعه یادگیری از طریق تقلید توسط دوتن از دانشجویان کلارک هال، یعنی نیل میلر و جان دلارد (۱۹۴۱) پایه‌گذاری شد؛ ولی نظریه تقلید و سرمشق‌گیری جدا از ریشه‌های رفتارگرایی خود در اوایل دهه ۱۹۶۰ شکل گرفت. رشد این نظریه، که اصولاً یادگیری مشاهدهای نامیده شد، تا حد زیادی مرهون پژوهش‌ها و نوشته‌های آلبرت باندورا از دانشگاه استنفورد بود. چشم‌انداز باندورا در طول سال‌های متمادی به‌طور شایان توجهی توسعه یافته و به عنوان نیروی سوق دهنده ای در تحقیقات تقلید و سرمشق‌گیری، به کار خود ادامه می‌دهد.

## نظریه
یادگیری اجتماعی نظریه ای یکپارچه از نگاه رفتاری و شناختی است که مبین آن است که یادگیری در موقعیت‌های گوناگونی در جهانی واقعی می‌تواند رخ بدهد ۱۹۶۳ سالی بود که بندورا و و والتر آن را بیان داشتند ۱۹۷۷ در نهایت به اصول یادگیری اجتماعی نظریه به شرح زیر اعلام داشتند:
- مردم با مشاهده کردن رفتار دیگران و پیامدهای آن رفتارها می‌توانند یاد بگیرند
- یادگیری بدون تغییری در رفتار روی می‌دهد.
- پیامدهای رفتار در یادگیری نقش دارند.
- شناخت در یادگیری نقش دارد

### عوامل محیطی در یادگیری اجتماعی
تقلید رفتار مردمان دیگر از چشم‌انداز شرطی شدن کنشگر، با برنامه تقویت ناپیاپی حفظ و نگهداری می‌شود، افراد همیشه به دلیل تقلید کردن پاسخ‌های دیگران تقویت نمی‌شوند، بلکه آن‌ها اغلب از ادامه تقلید کردن اطرافیانشان به حد کافی تقویت می‌شوند. در واقع خود تقلید یک عادت می‌شود، پدیدهای که میلر و دلارد آن را تقلید تعمیم یافته نامیده‌اند. مردم اغلب برای سرمشق‌گیری از رفتارهای دیگران تقویت می‌شوند. باندورا مطرح کرده‌است که محیط، سرمشق‌گیری را تقویت می‌کند و همچنین شاید گاهی سرمشق‌گیری را به چند طریق ممکن تنبیه کند، بدین قرار:
- مشاهده‌کننده به وسیلهٔ الگو تقویت می‌شود. مردم اغلب کسان دیگری را تقویت می‌کنند که از اعمال آن‌ها تقلید می‌کنند. برای مثال، یک گروه از پسران نوجوان به احتمال زیاد از ورود پسری که مانند آن‌ها لباس بپوشد به گروهشان استقبال می‌کنند.
- مشاهده‌کننده توسط شخص سومی تقویت می‌شود. گاهی یک فرد بیشتر توسط شخص سومی تقویت می‌شود تا به وسیله یک الگو. برای مثال، هنگامی که کودکان از بچه‌های دیگر تقلید می‌کنند اغلب توسط والدین و معلمها تقویت می‌شوند.
- خود رفتار تولید شده به پیامدهای تقویت کننده منجر می‌شود. بسیاری از رفتارهایی که ما از طریق مشاهده دیگران یادمی‌گیریم، نتایج تقویت‌کننده به بار می‌آورند
- پیامدهای رفتار الگو بر رفتار مشاهده‌کننده به‌طور جانشینی اثر می‌گذارد. وقتی مردم می‌بینند که الگو پاسخ ویژه ای می‌دهد، پیامد آن پاسخ را نیز مشاهده می‌کنند. اگر یک الگو برای پاسخی تقویت شود. مشاهده‌کننده شاید افزایشی را در آن پاسخ از خود نشان دهد؛ این پدیده به عنوان تقویت جانشینی شناخته می‌شود

### الگوها و زمینه فرایندهای شناختی
بعد شناختی نظریه یادگیری اجتماعی در بسیاری از جنبه‌های این نظریه آشکار است؛ یادگیری بدون عملکرد، پردازش شناختی در حین یادگیری، انتظارها و آگاهی از وابستگی‌های پاسخ - پیامد را می‌توان به عنوان نمونه ذکر کرد. بندورا سه نوع مختلف الگو را معرفی می‌کند:هنگامی که ما دربارهٔ سرمشق‌گیری فکر می‌کنیم، اغلب دربارهٔ یک الگوی زنده - شخصی واقعی که رفتار ویژه ای را ابراز می‌کند، فکر می‌کنیم. اما می‌توانیم با مشاهده یک الگوی نمادین (شخص یا شخصیتی که در یک فیلم، شوی تلویزیون، کتاب یا دیگر رسانه‌ها به نمایش در می‌آید) نیز یاد بگیریم. برای مثال، بسیاری از کودکان رفتارشان را از بازیکنان فوتبال، خوانندگان راک اند رول یا شخصیت‌های افسانه ای از قبیل سوپرمن" الگو برداری می‌کنند؛ و بالاخره می‌توانیم از آموزش‌های کلامی - توصیف دربارهٔ چگونه رفتار کردن، بدون اینکه اصلاً انسان دیگری (زنده یا نمادین) موجود باشد، یاد بگیریم. در زیر بعضی از فرایندهای نمادین که شامل فرایندهای رفتاری و شناختی است ذکر شده‌است:
- توجه
- حفظ
- بازتولید
- انگیزه